# リトアニア独立宣言

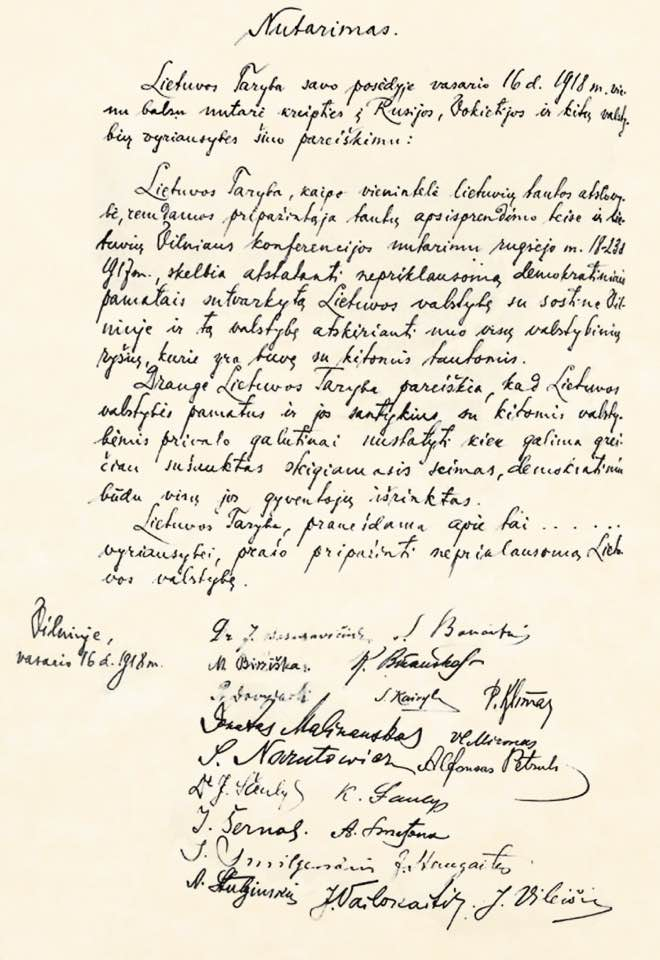
リトアニア独立宣言の手書きの原本

リトアニア独立宣言（リトアニアどくりつせんげん、リトアニア語：Lietuvos Valstybės atkūrimo aktas）は、1918年2月16日に首都ヴィリニュスでリトアニア評議会によって署名され、民主主義の原則に統治された独立国としてのリトアニアの独立の回復を宣言した。ヨナス・バサナヴィチュスが議長を務める、評議会の代表者20人全員（下記）が署名した。
リトアニア独立宣言の原本は第二次世界大戦後に所在がわからなくなっていたが、2017年にドイツ外務省公文書保管庫で見つかった。

## 署名者
|  | 氏名                                        | 所属政党                     | 職業                            | 生年月日                                   | 没年月日                                                           |
|  | ------------------------------------------- | ---------------------------- | ------------------------------- | ------------------------------------------ | ------------------------------------------------------------------ |
|  | サレモナス・バナイティス 発音               | リトアニア・キリスト教民主党 | 出版業                          | 1866年7月15日 ヴァイティエクペイ           | 1933年5月4日 カウナス                                              |
|  | ヨナス・バサナヴィチュス 発音               | 無所属                       | 医師                            | 1851年10月23日 オジュカバレイ              | 1927年2月16日 ヴィルノ（ポーランド、現・リトアニア領ヴィリニュス） |
|  | ミーコラス・ビルジシュカ 発音               | リトアニア社会民主党         | 法律家                          | 1882年8月24日 ヴィエクシュネイ             | 1962年8月24日 ロサンゼルス（米国カリフォルニア州）                 |
|  | カジミエラス・ビザウスカス 発音             | リトアニア・キリスト教民主党 | 法律家                          | 1893年2月15日 パーヴィロスタ（ラトヴィア） | 1941年6月26日 ミンスク近郊（ベラルーシ）                           |
|  | プラナス・ドヴィーダイティス 発音           | リトアニア・キリスト教民主党 | 法律家                          | 1886年12月2日 ルンケイ                     | 1942年10月4日 スヴェルドロフスク（ロシア）                         |
|  | ステポナス・カイリース 発音                 | リトアニア社会民主党         | 技師                            | 1879年1月3日 ウジュネヴェジス              | 1964年12月16日 ニューヨーク（米国ニューヨーク州）                  |
|  | ペトラス・クリマス 発音                     | 無所属                       | 歴史家                          | 1891年2月23日 クシュリシュケイ             | 1969年1月16日 カウナス                                             |
|  | ドナタス・マリナウスカス 発音               | 無所属                       | 農学者                          | 1869年3月7日 クラースラヴァ（ラトヴィア）  | 1941年10月30日 ビイスク近郊（ロシア）                              |
|  | ヴラダス・ミロナス 発音                     | 民族進歩党                   | カトリック聖職者                | 1880年6月22日 クオディシュケイ             | 1953年2月17日 ウラジーミル（ロシア）                               |
|  | スタニスワフ・ナルトヴィチ 発音             | 無所属                       | 法律家                          | 1862年9月2日 ブレヴィカイ                  | 1932年12月31日 カウナス                                            |
|  | アルフォンサス・ペトルリス 発音             | 民族進歩党                   | カトリック聖職者                | 1873年8月4日 カテリシュケイ                | 1928年6月28日 ウクメルゲ郡ムスニンカイ                             |
|  | アンターナス・スメトナ 発音                 | 民族進歩党                   | 法律家                          | 1874年8月10日 ウジュレニス                 | 1944年1月9日 クリーヴランド（米国オハイオ州）                      |
|  | ヨナス・スミルゲヴィチュス 発音             | 無所属                       | 経済学者                        | 1870年2月12日 ショネイ                     | 1942年9月27日 カウナス                                             |
|  | ユスティナス・スタウガイティス 発音         | リトアニア・キリスト教民主党 | カトリック聖職者 （のちに司祭） | 1866年10月14日 トゥピカイ                  | 1943年7月8日 テルシェイ                                            |
|  | アレクサンドラス・ストゥルギンスキス 発音   | リトアニア・キリスト教民主党 | 農学者                          | 1885年2月26日 クタレイ                     | 1969年9月22日 カウナス                                             |
|  | ユルギス・シャウリース 発音                 | 無所属                       | 財界人                          | 1879年5月5日 バルセナイ                    | 1948年10月18日 ルガーノ（スイス）                                  |
|  | カジミエラス・ステポナス・シャウリース 発音 | リトアニア・キリスト教民主党 | カトリック聖職者                | 1872年1月28日 ステンプレイ                 | 1964年5月9日 ルガーノ（スイス）                                    |
|  | ヨクーバス・シェルナス 発音                 | 無所属                       | 法律家                          | 1888年6月14日 ヤシシュケイ                 | 1926年7月31日 カウナス                                             |
|  | ヨナス・ヴァイロカイティス 発音             | リトアニア・キリスト教民主党 | 財界人                          | 1886年6月25日 ピクジルネイ                 | 1944年12月16日 ブランケンブルグ（ドイツ・ハルツ郡）                |
|  | ヨナス・ヴィレイシス 発音                   | リトアニア社会主義人民民主党 | 法律家                          | 1872年1月3日 メディネイ                    | 1942年6月1日 カウナス                                              |